# Dipoolmoment
Het dipoolmoment is een kwantitatieve maat voor de polariteit van een binding of van een molecuul. In het laatste geval heet dit het moleculaire dipoolmoment.
Binnen een molecuul, dat op zich neutraal is, kan de lading zich verdelen tussen de verschillende atomen doordat de kern van een atoom harder aan de elektronen trekt dan een ander. Dit wordt veroorzaakt door de verschillende elektronegativiteiten van de atomen. De ene kant van het molecuul krijgt wat positieve lading en de andere kant wordt negatief. Zo vormt zich een dipoolmoment en het molecuul is een dipool.
De eenheid voor het dipoolmoment debye is vernoemd naar de Nederlandse chemicus Peter Debye (1884-1966), en is gelijk aan 3,34 × 10−30 coulombmeter.
Indien een molecuul een dipoolmoment heeft, is het gevoelig voor een elektrisch veld.
Het moleculaire dipoolmoment kan geschat worden door de individuele bindingsmomenten bij elkaar op te tellen. Daarvoor moeten de bindingshoeken bekend zijn. Het elektrisch dipoolmoment {\displaystyle {\vec {p}}} kan als volgt vectorieel weergegeven worden:
{\displaystyle {\vec {p}}=Q\cdot {\vec {l}}}.

## Voorbeelden
Moleculen hebben meestal een dipoolmoment tussen 0 en 12 debye.
| Stof                    | Dipoolmoment (debye) |
| ----------------------- | -------------------- |
| waterstofjodide (HI)    | 00,38                |
| waterstofbromide (HBr)  | 00,74                |
| waterstofsulfide (H2S)  | 00,92                |
| fosfortrichloride (PF3) | 01,025               |
| waterstofchloride (HCl) | 01,03                |
| ammoniak (NH3)          | 01,46                |
| water (H2O)             | 01,844               |
| waterstoffluoride (HF)  | 01,9                 |
| keukenzout (NaCl)       | 08,5                 |
| kaliumfluoride (KF)     | 08,6                 |
| kaliumjodide (KI)       | 09,24                |
| kaliumchloride (KCl)    | 10,27                |
| kaliumbromide (KBr)     | 10,41                |
| cesiumchloride (CsCl)   | 10,42                |
Symmetrische moleculen, zoals distikstof (N2), hebben geen dipoolmoment. Moleculen zoals tetrachloormethaan (CCl4), benzeen (C6H6) en fosforpentafluoride (PF5) zijn op een hoger niveau ook symmetrisch en bezitten geen uitwendig dipoolmoment. Alhoewel er intern ladingsverschuivingen optreden, zal de totale vectoriële som van deze ladingsverschuivingen als gevolg van de symmetrie uitmiddelen tot 0.